# Absurd teater

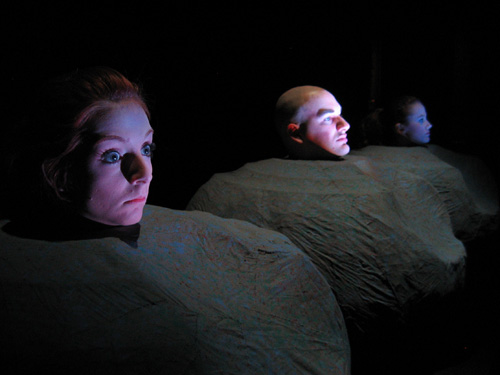
Föreställning från 2008 av Samuel Becketts pjäs Spel.

Absurd teater är en sammanfattande beteckning för en strömning inom teatern och i viss mån litteraturen, främst efter andra världskriget. Den har rötter i existentialismen och knyter även an till dadaism och surrealism.

## Bakgrund och stil
Absurdismen baserades i första hand på existentialismens uttolkande av begreppet "det absurda". Absurdister beskriver, till skillnad från existentialisterna, ingen positiv lösning på problemet med absurditeten.
Ett inte sällan använt stilgrepp inom absurd teater är att genom chockverkan i framställningen understryka livets absurditet, vilket i sammanhanget ofta är liktydigt med meningslöshet.

## Uttolkare och utveckling
De flesta pjäserna är skrivna på franska, och många av absurdisterna var aktiva i Paris, trots att de inte var fransmän. Till den absurda teaterns främsta företrädare räknas Arthur Adamov, Samuel Beckett, Jean Genet och Eugène Ionesco. Andra företrädare är Edward Albee och Harold Pinter. Dessutom har Fernando Arrabal och Günter Grass påverkats av absurdismen.
I Östeuropa fick strömningen en särskild grogrund, och den kom där ofta att riktas mot byråkrati och språkförbistring. Exempel från Polen på absurdister inkluderar Sławomir Mrożek från Tjeckoslovakien Václav Havel. Under mellankrigstiden föregrep polacken Stanisław Ignacy Witkiewicz absurdismen.
Bland kända pjäser kan nämnas Becketts I väntan på Godot – där ingenting händer, två gånger – samt Noshörningen och Den skalliga primadonnan, båda av Ionesco. 
Strömningens betydelse började avta efter 1960-talets mitt.